# Enterprise Island
Enterprise Island (von englisch enterprise ‚Unternehmung, Vorhaben‘, in Argentinien Isla Nansen Norte ‚Nördliche Nanseninsel‘, in Chile Isla Lientur) ist eine 2,5 km lange Insel vor der Danco-Küste des Grahamlands im Norden der Antarktischen Halbinsel. In der Wilhelmina Bay liegt sie vor dem nördlichen Ende der Nansen-Insel.
Der belgische Polarforscher Adrien de Gerlache de Gomery hielt diese und die benachbarte Insel bei seiner Belgica-Expedition (1897–1899) für eine einzelne Insel und gab ihr den Namen Île Nansen. Walfänger unterschieden zu Beginn des 20. Jahrhunderts bereits zwischen einer nördlichen und einer südlichen Nansen-Insel. Als solche tauchen sie auf Kartenmaterial der British Imperial Antarctic Expedition (1920–1922) unter der Leitung John Lachlan Copes (1893–1947) auf. Das UK Antarctic Place-Names Committee entschied 1960, den Namen „Nansen-Insel“ an die größere der beiden Inseln zu vergeben und die hier beschriebene Insel neu zu benennen. Mit der Neubenennung erinnerte das Komitee an die Walfangunternehmungen vor der Antarktischen Halbinsel, die in den Sommermonaten zwischen 1960 und 1930 den Foyn Harbour auf der Südseite der Insel für die Weiterverarbeitung der erlegten Wale nutzte. Teilnehmer der 4. Chilenischen Antarktisexpedition (1949–1950) benannten sie nach der Lientur, einem der drei Schiffe dieser Forschungsreise.